# Ngũ Hành Sơn
Ngũ Hành Sơn (que en español quiere decir Montañas de los Cinco Elementos) es un grupo de cinco colinas de piedra caliza y mármol, ubicados en el barrio de Ngu Hanh Son, al sur de la ciudad de Da Nang, en el país asiático de Vietnam. Las cinco 'montañas' se llama así por los cinco elementos; Kim (metal), Thuy (agua), Moc (madera), Hoa (fuego) y Tho (tierra).
Todas las montañas tienen entradas de cuevas y túneles numerosas, y es posible subir a la cima de uno de los picos